# Dílo Féliciena Ropse

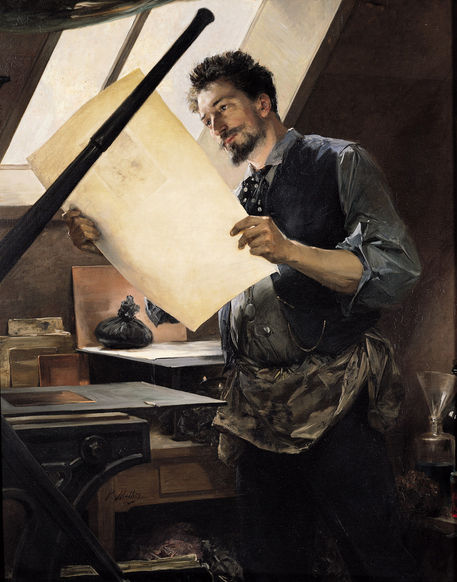
Paul Mathey, Felicien Rops ve svém studiu

Félicien Victor Joseph Rops byl belgický malíř, známý jako Félicien Rops (7. července 1833 – 23. srpna 1898). Zaujal zejména svými lepty a grafickými listy, které zobrazují moderní ženu, ovlivňující muže sexem. Ikonami dekadence se staly jeho cykly Satanské a Ďábelské. Proslul také jako ilustrátor, malíř dekadence, symbolista. Setkání s francouzským básníkem Charlesem Baudelairem a jeho zakázanou sbírkou Květy zla se stalo jeho velkým tématem. Jeho tvorbu umožnila politická i náboženská liberalizace Belgie konce 19. století oproti přísně cenzurované Francii druhého císařství. Ropsovu tvorbu ovlivnila také Darwinova evoluční teorie a počátky Freudovy psychoanalýzy. Tématem se mu staly sadismus, zoofilie, masochismus, či homosexualita. Ve svém rodném městě Namur v Belgii má Félicien Rops své muzeum, mnoho jeho děl je roztroušeno v muzeích i soukromých sbírkách po celém světě.

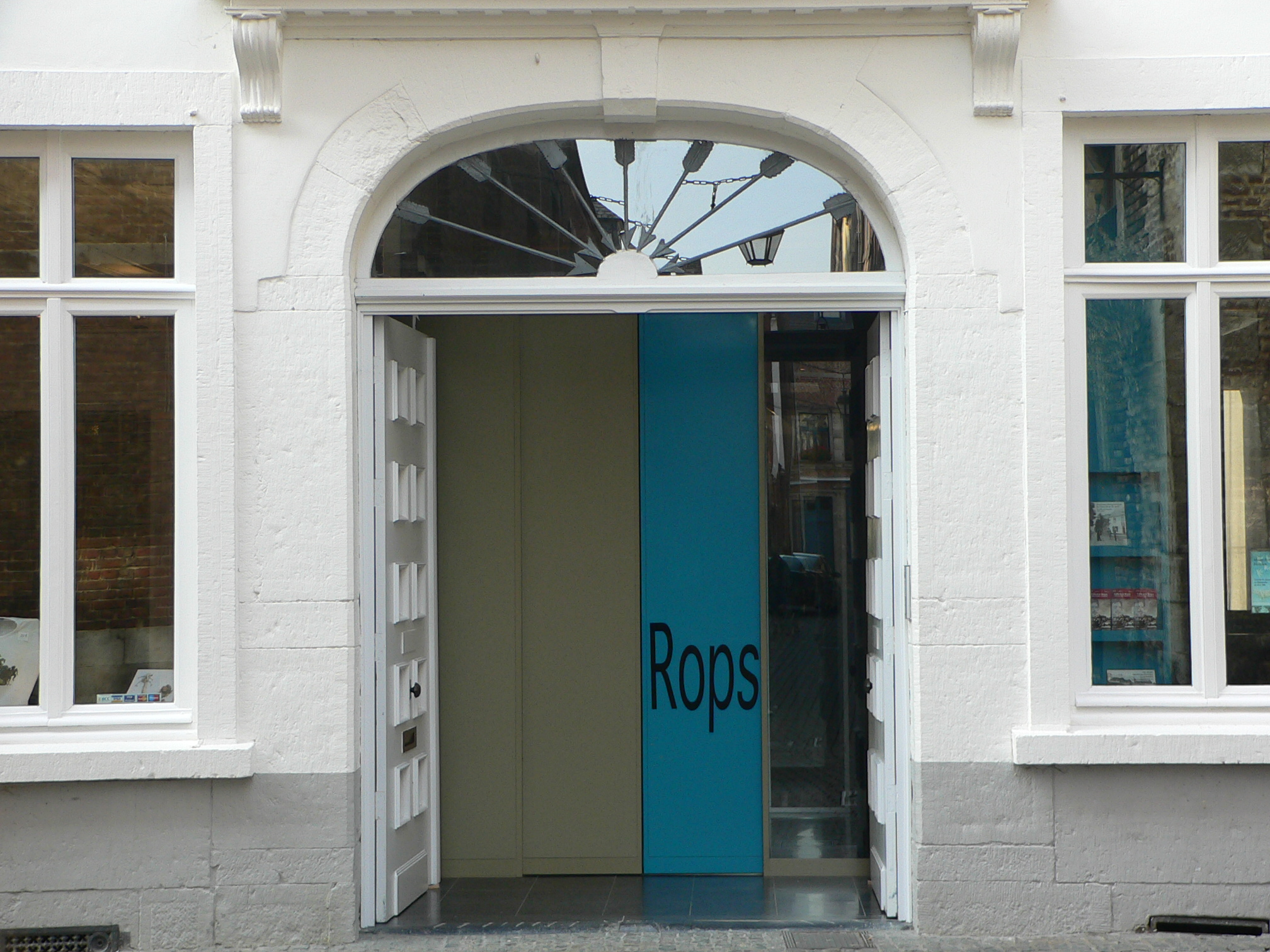
Muzeum Féliciena Ropse, Namur, Belgie

## Ilustrace a frontispisy

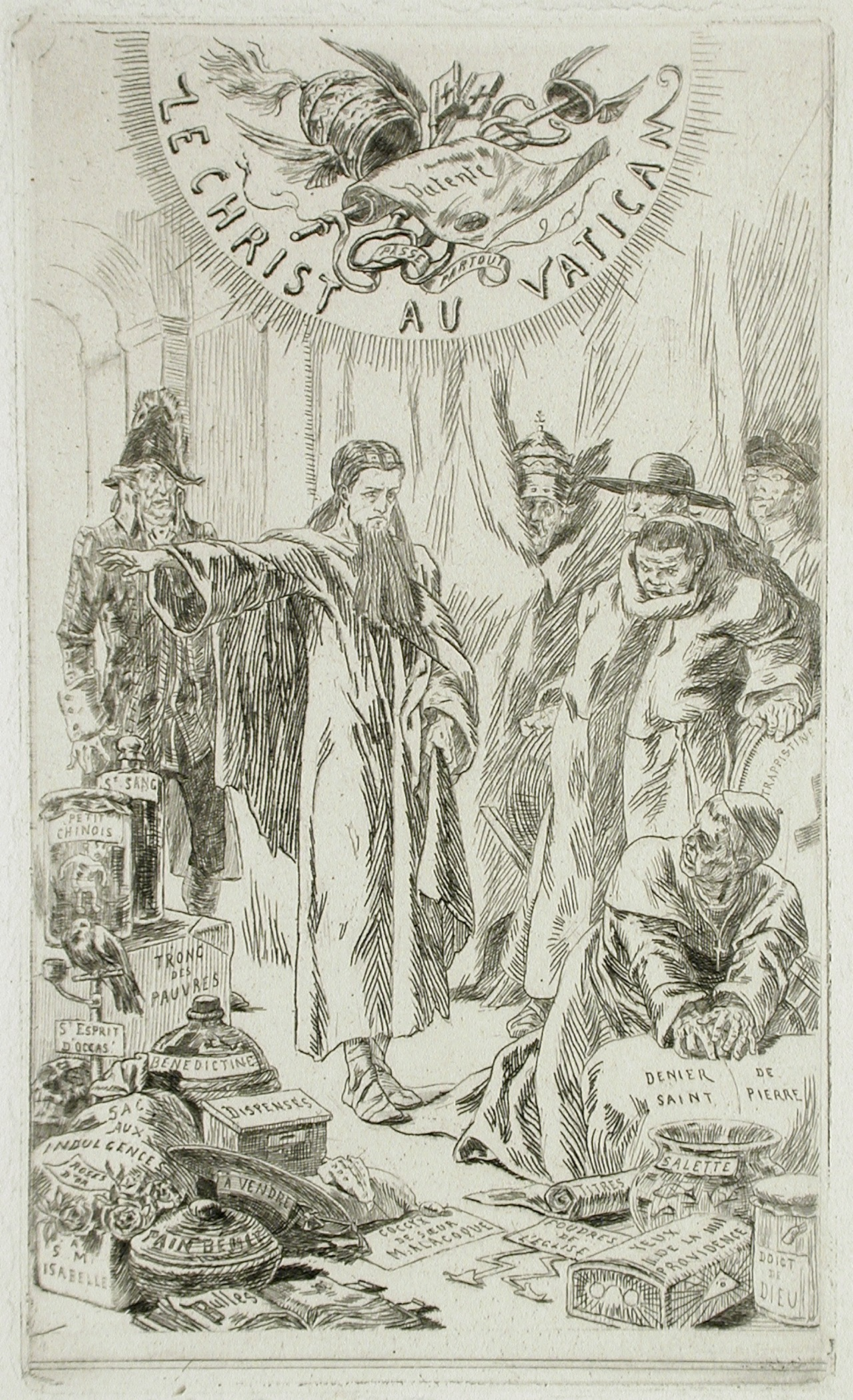
Kristus ve Vatikáně

Kristus ve Vatikáně je frontispis, vytvořený technikou lept, jeho rozměry jsou 13,34x7,94 cm. Dílo je uloženo v Los Angeles, USA, v County Museum of Art. Frontispis byl vytvořen ke knize Victora Huga Kristus ve Vatikáně, na žádost belgického nakladatele Henriho Kistemaeckerse (1851–1934). V horní části díla je půlkruhový název knihy, nad tímto nápisem pak svitek a papežská tiára, znak a klíče sv. Petra. Na lavicích, truhlicích a nádobách ležících na zemi jsou vyvedeny nápisy, kterými Rops vyjadřuje svůj antiklerikální postoj k církvi. Podle Ropse „toto náboženství, stejně jako vyžilá kurva, předvádí vojákům svůj zadek na povel pasáka, potentátka, který z ní žije a jenž ji zaprodává.“ Knihu vydalo nakladatelství Kistemaeckers. Pro stejné nakladatelství pak Rops vytvořil ještě v roce 1881 frontispis ke knize Historie Sainte Chandelle v Arrasu (Historie de la Sainte Chandelle ďArras) a v roce 1884 frontispis k publikaci Paříž aneb Ráj žen v Paříži (Paris ou le paradis des femmes). Frontispis ke knize Zápisky tuláka (Notes un Vagabones) z roku 1887 okomentoval Rops takto: svrchu odklopená zeměkoule, génius s křídly a ocasem vlaštovky nese na konci svého brka tři nebo čtyři človíčky, Rusa, Itala, venkovana a měšťáka, kterého vytahuje z vnitřku. Globus stojí na svazcích: Zápisky tuláka, alba, zavazadla atd. Vespodu je na svazcích usazená múza cestování, avšak v holenicích. Nic neslušného.

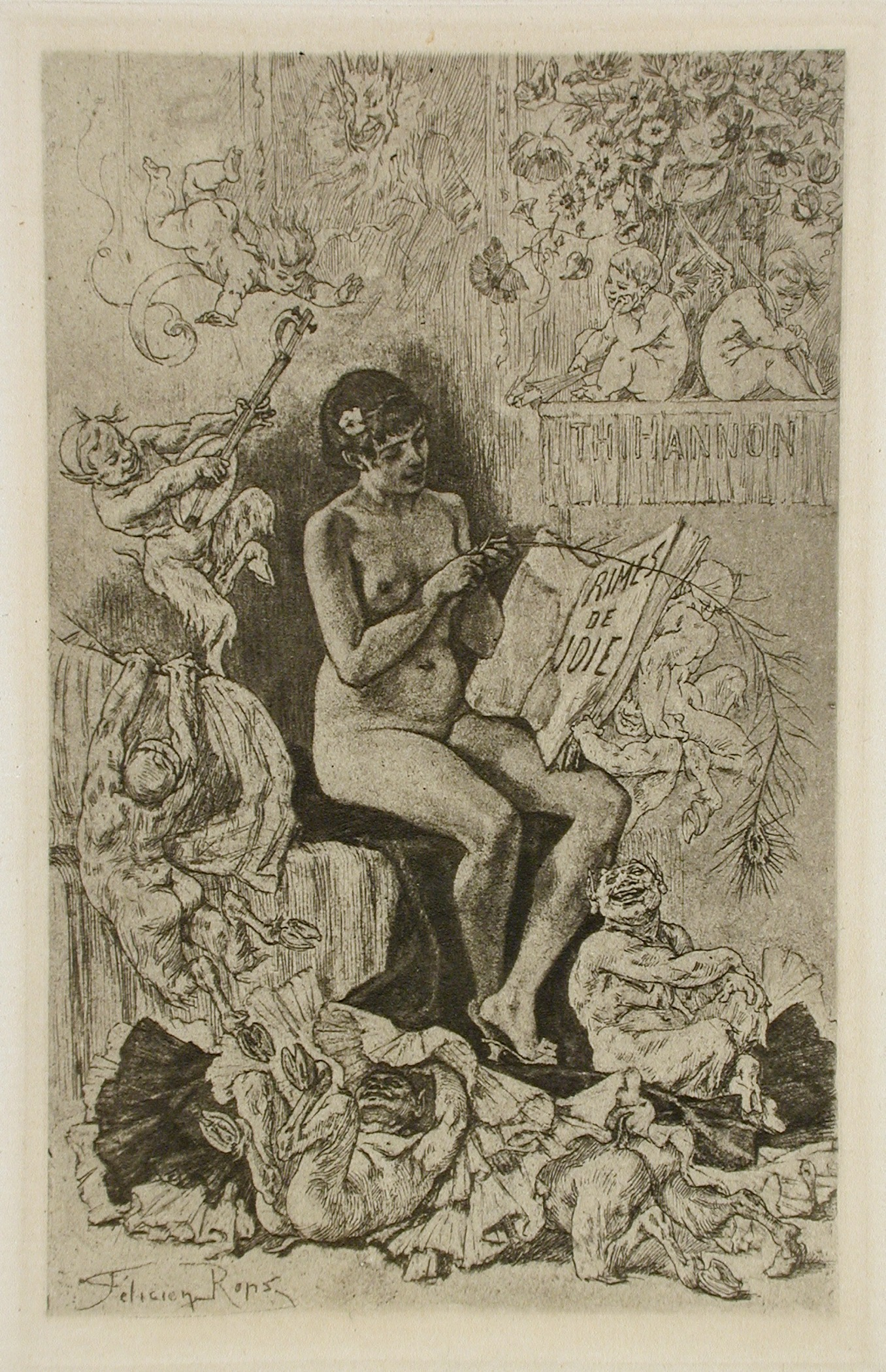
Radostné rýmy

Radostné rýmy je jeden z celkem jedenácti frontispisů, jež Rops vytvořil pro nakladatelství Gay et Doucé, které bylo obchodním rivalem nakladatelství Kistemaeckers. Frontispisy vydávané v tomto nakladatelství charakterizuje nativnost až rétorika. Rops zdůrazňuje střední prostor obrázku, který vystihuje obsah knihy, pro kterou je dílo určeno. Dílo Radostné rýmy bylo určeno pro knihu belgického spisovatele Théodora Hannona (1851–1916) a Léona Dommartina (1839–1919). Konečná podoba frontispisu je z roku 1880. Stehna sedící Erató se drží dva satyrové, na jejím stehně je rozevřená kniha, do níž bude žena psát, jen co si dobrousí své paví pero. Rops zde ukázal ironickou transpozici tradiční ikonografie. Erató je obvykle zobrazována s violou v ruce, v pozadí s amorkem, lukem a pochodní. Ve střední části frontispisu ke knize Ďábel oklamaný ženami: kritická a galantní novela(Le diable dupé par les femmes: nouvelle critique et galante) ukazuje ve střední části ženy vhazující ďábla do kotle vřelé vody. Ironický komentář, který neodpovídá obsahu knihy prosadil v dílech Mše knidská (La Messe de Gnide) a Dráha Luny (La Sphère de la Lune).

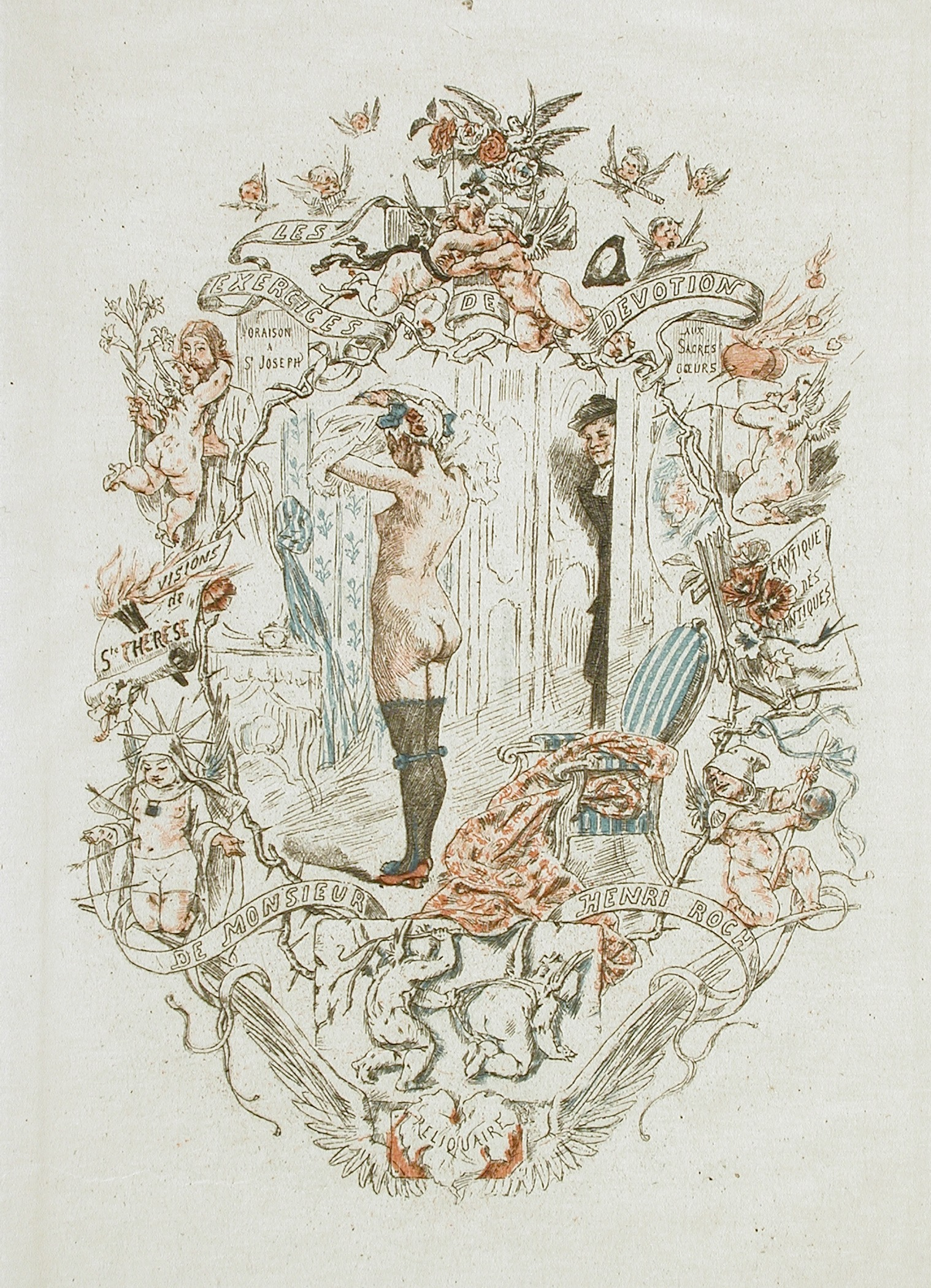
Cvičení ve zbožnosti

Cvičení ve zbožnosti je frontipis, kde Rops do středu umístil oblékající se polonahou dívku, stojící před zrcadlem. Intimní rokokové vybavení budoáru, svůdné módní doplňky, nazí andělíčkové, to vše podtrhuje smyslnost. Výjev je orámovaný větvovím, do kterého Rops umístil nápisy: Oraison de Saint Joseph (Modlitba svatého Josefa), Visions de Sainte Thérèse (Vidění svaté Terezy), Cantique des cantiques (Píseń písní) a Aux Sacrés Coeurs (V kongregaci svatých srdcí). Nápisy jsou ironickým zesměšněním náboženských symbolů. Stejný sarkasmus použil Rops na frontispisu k dílu  Katechismus ženatých a vdaných (Catèchisme des gens mariés), kde rámování tvoří parohy, na jejichž koncích jsou další parůžky. Na konci parůžků jsou zavěšeny různé pokrývky hlavy. Papežská tiára, královská koruna a císařská přilba, čímž chtěl autor ukázat, že nevěra je univerzální. Nad hlavami páru, manželským polibkem stvrzující věčný svazek, vidíme jejich budoucnost – spoutaná těla muže a ženy, zatížená těžkými koulemi. Oba jsou zobrazeni visící z kůlu, k němuž jsou připoutáni. Další frontispisy pro nakladatelství Gay et Doucé jsou: Sestřenice Colonelle(Les Cousines de la Colonelle), Jablka na prodej (Pommes à vendre), Smyslná orientální květina (La Fleur Lascive Orientale). Poslední frontispis pro toto nakladatelství Rops vytvořil ke knize francouzského básníka a spisovatele Catulla Mendèse (1841–1909) Román jedné noci: komedie (Roman ďune nuit: comédie).

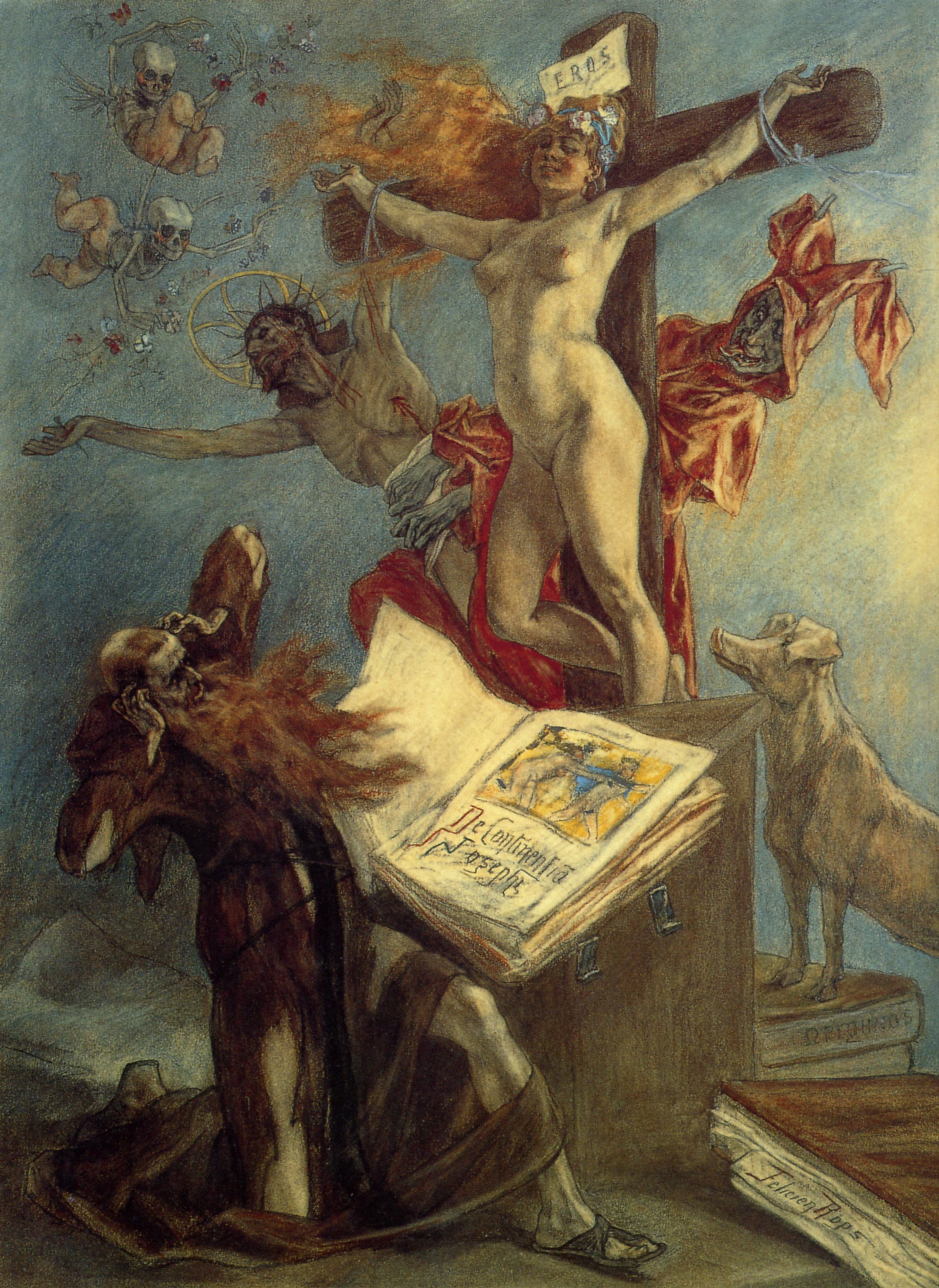
Pokušení svatého Antonína, 1858

Pokušení svatého Antonína (La tentation de Saint Antoine) je obraz, ve kterém malíř poukazuje na rozpor mezi sexuální touhou a zbožným odříkáním. První olejomalbu vytvořil Rops v roce 1858. Na obraze oválného formátu je otylý mnich, ležící na slámě a objímajíc svůj sen – prase jako symbol smyslnosti a ďábla. Důkazem jejich sblížení jsou dvě svatozáře nad jejich hlavami. V pravém horním rohu je nápis stylizovaný do podoby čínských znaků. Znaky, řazené ve sloupcích, tvoří kryptogram jména Victor Hallaux, jenž byl redaktorem časopisu Uylenspieglu. V roce 1878 vytvořil další dílo se stejným názvem, ale technikou kombinace pastelu a kvaše. Tato verze už není zpracována s tak satiricky bojovným duchem, jako verze předchozí. Kresba spojuje techniku kvaše a pastelu, čímž připomíná barevné rytiny z 18. století. Tato verze ukazuje asketického světce, okouzleného erotikou obnažené krásy ukřižované ženy. V pokleku pod křížem se svatý Antonín, vyzáblý, oděný v kutně a v sandálech poustevníka vzpírá erotickému přízraku nahé ženy, jenž na kříži nahradila Krista. Rops zdůraznil šokující protiklad smyslné krásy ženy proti vyzáblému, zmučenému tělu Krista, kterého satan právě strhl z kříže. Šokují tedy není sám akt ukřižované ženy, ale mnichova představa nahrazení Krista na kříži nahou prostitutkou. Obvyklý nápis na kříži INRI nahradil Rops nápisem EROS. Na Antonínově půlpitu leží kniha De continentia Josephi (Zdrženlivost Josefova). Za křížem je prase, které se předníma nohama opírá o další kodexy. Prase je zde symbolem erotiky a animální síly satana, který dokáže očarovat muže nahým ženským tělem. Kresbu zakoupil belgický spisovatel Edmond Picard (1836–1924). Později Rops ke kresbě připojil dvě boční křídla a malba tak připomínala gotické přenosné oltáře, jehož křídla oltáře bylo možné zamykat. Pouze nejbližší měli možnost výtvarné dílo spatřit, neboť jeho prezentace širšímu publiku by určitě vyvolala skandál. Pro své přátele Rops vytvořil několik dalších verzí tohoto díla.

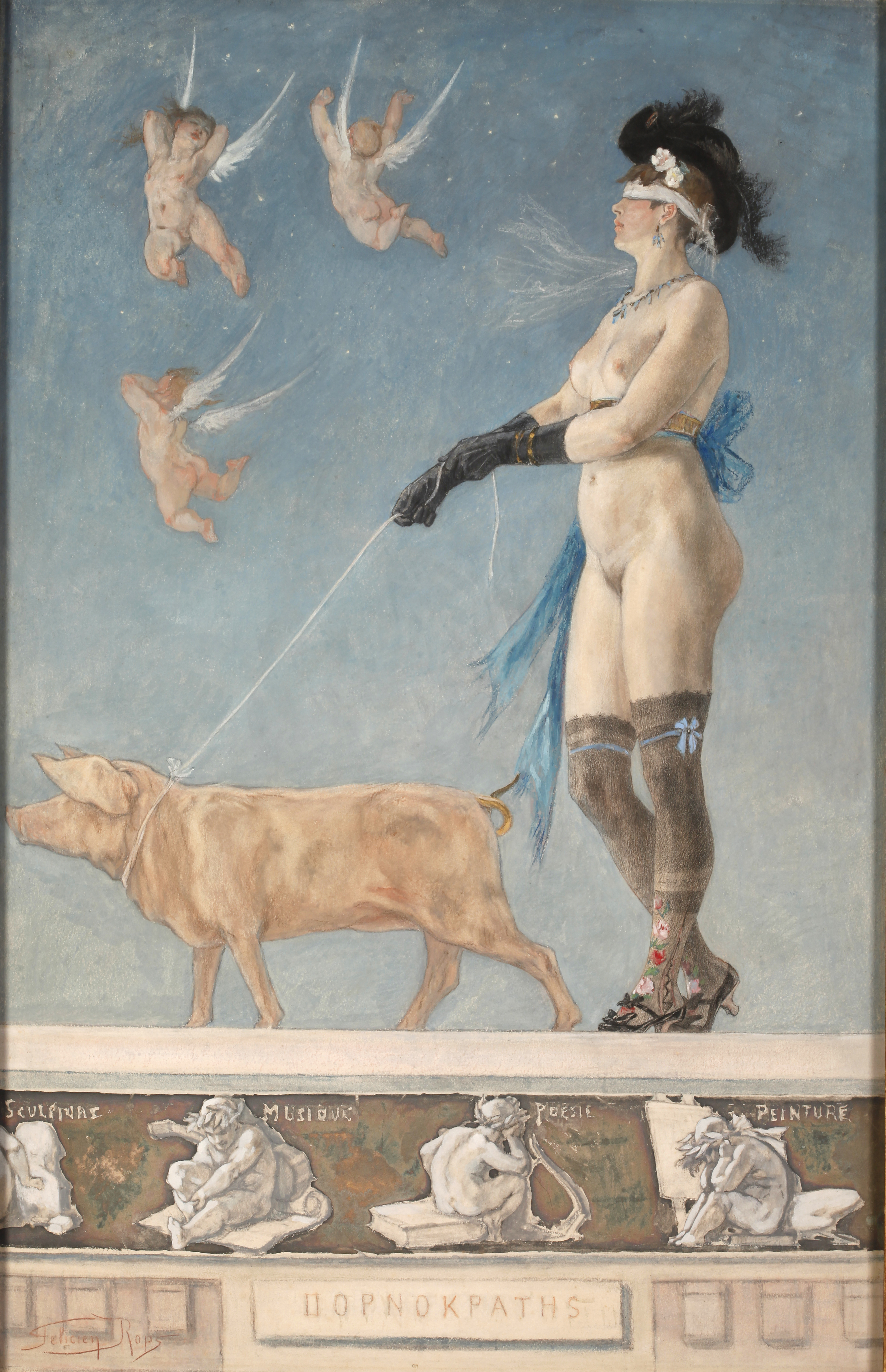
Pornokratés, 1878

Pornokratès neboli Dáma s prasetem (Pornokratès – La Dame au Cochon) je kolorovaná kresba z roku 1878, vytvořená technikou kvaš a akvarel, o rozměrech 75 cm × 48 cm. Dílo je umístěno v belgickém muzeu Musée provincial Félicien Rops, v Namuru. Dílo s ironií poukazuje na příchod moderní ženy, ženy vládnoucí nad muži svým sexem. Moc a vládu prostitutek alegoricky reprezentuje bohyně štěstí a náhody Fortuna a bohyně lásky Venuše. Nahá žena je zobrazena pouze s dráždivými doplňky – na hlavě má černý klobouk s pery, kolem pasu jen stuhu, dlouhé tmavé rukavice, černé střevíce a punčochy zdobené barevnými květy a mašličkami v azurové modři. Žena stojí na vlysu, na který Rops umístil malé postavičky: duchy malířství, hudby a poezie ponořené v hluboké beznaději pro nadvládu ženy nad tradičními alegoriemi umění. V postoji bohyně kráčí žena se zavázanýma očima po mramorovém pódiu a na vodítku vede vepře se zlatým ocasem jako symbolem smyslnosti a hříchu. Od ní se vzdalují tři amorci, oplakávající její nezájem. Volbou tématu malíř reagoval na antifeministické dílo La Pornocratie ou les femmes dans les temps modernes, které napsal a roku 1875 vydal Pierre-Joseph Proudhon. Podobně jako pro dílo Pokušení svatého Antonína navrhl Rops pro dílo Pornokratés oltářní křídla, ochraňující jej od nežádoucích pohledů. Přesto byl Pornokrates vystaven v roce 1886 na Salonu XX v Bruselu. Rops s vystavením nesouhlasil. Podle jeho názoru Pornokrates byl v té době již překonaným motivem, který neodpovídal jeho současné tvorbě.

## Cykly
| Datum | Žena a loutka a vějíř | Popis                                                                            | Datum | Žena a loutka | Popis                                                                                     | Datum | Žena a loutka | Popis |
| ----- | --------------------- | -------------------------------------------------------------------------------- | ----- | ------------- | ----------------------------------------------------------------------------------------- | ----- | ------------- | ----- |
| 1873  | Žena a loutka a vějíř | rozměry:32x22 cm, technika: tužka, kvaš, světlotisk, umístění: soukr. sb. Brusel | 1877  | Žena a loutka | rozm:40x28 cm technika: akvarel, barevná tužka, kvaš, umístění: soukr. sb., Belgie, Namur | 1885  | Žena a loutka |       |

Žena a loutka je série tří listů, na kterých Rops pracoval v letech 1873 až 1885. V této sérii Rops ukazuje ženu jako manipulátorku, nositelku síly a potenciálního zla, alegorickou služebnici ďábla, jako sílu, kterou žena ovládá muže. První list je z roku 1873, žena je zachycena jako Femme fatale, která s uštěpačným pohledem sleduje muže-loutku, kterou drží v ruce. Loutka je bezmocná, pasivní oběť, zcela závislá na rozmaru ženy. Na první verzi listu Žena, loutka a vějíř z roku 1873 je zobrazena žena, oblečená do korzetu, s nahými rameny, její pravá ruka v bílé rukavičce drží pozdvižený vějíř jako symbol koketérie a marnosti. Pohrdavě pozoruje loutku, sedící na dlani levé ruky. Směšnost a bezmocnost loutky zvýrazňují bezvládně visící končetiny, oděv evokující loutku šaška. Druhý list se stejným názvem Žena, loutka a vějíř je z roku 1877. Na tomto listu Rops zobrazil ženu jako kněžku, jež nad mramorovým oltářem zvedá a současně obětuje loutku jako svou kořist. Její druhá ruka se opírá o oltář a svírá vějíř. Loutka má rozříznuté břicho, ze kterého se do poháru, stojícím na oltáři, sypou zlaté mince. Rops zde ironizuje vztah ženy a muže, založeném na principu prodejnosti. Ucho poháru je tvořeno hadím tělem, potvrzuje sepětí ďábla, ženy a hříchu. Oltář zdobí basreliéf s motivem tance smrti, na basreliéfu je nápis UBI MULIER (Kde žena). Epigraf na podstavci oltáře ECCE HOMO ( Ejhle, člověk) je vyjádřením posměchu. Výjev je umístěn do pouštní krajiny, sfinga připomíná symbol ženské záhady. Nápis UBI MULIER vtělil Rops i do posledního, třetího listu této série Žena a loutka z roku 1885. Ukazuje ženu stojící a triumfující. Zobrazuje Ropsovo pojetí vrcholné dominance ženy a zoufalé bezmoci muže, oběti-loutky. Z rozpáraného, zkrvaveného břicha loutky, kterou žena drží v dlani padají kousky zlata a do nádržky. Podstavec nádržky obtáčí tělo hada, posla satanského zla, svírajícího v tlamě jablko hříchu. Postava ženy na této kresbě je alegorií vítězného ženství. U ženiných nohou sedí malá, okřídlená postava Eróta, zobrazeného jako veselého, leč krutého šaška. Hledí na hlavu smrtky s šaškovskými rolničkami. V sérii Žena a loutka je žena ukázána jako ďábelsky svůdné nebezpečí, jež muže magicky přitahuje, a ten se od ní nemůže odpoutat. Stává se tak obětí její touhy po moci, nadvládě, krutosti, rozmařilosti a chtivosti peněz. Proměňuje muže v loutku, plně se podřizující ženiným požadavkům a přáním.
| Satan rozsévající koukol, 1882 | Popis                                                                                    | Oběť, 1882 | Popis                                                                                         | Únos, 1882 | Popis                                                      |
| ------------------------------ | ---------------------------------------------------------------------------------------- | ---------- | --------------------------------------------------------------------------------------------- | ---------- | ---------------------------------------------------------- |
| Satan, rozsévající koukol      | rozm:25,7x18 cm technika:akvarel umístění: Musée provincial Félicien Rops, Belgie, Namur | Oběť       | rozm:28,5x18 cm technika:akvarel kvaš, tužka na papířeumístění: Galerie Patrick Derom, Brusel | Únos       | rozm:26x28 cm technika:akvarelumístění: soukr. sb., Londýn |

Satanský cyklus (Les Sataniques) vytvořil Rops roce 1882. Cyklu předcházelo Ďábelské album (Album du diable). Cyklus je originálním projektem, ve kterém Rops ztvárnil ženy trýzněné, ponižované či oddávající se ďáblovi. Na listech cyklu Satanské Rops představuje ženu, jejíž podstata je mimo jakýkoli čas; jedovatá nahá bestie; žoldnéř temnot; naprostá služebnice ďáblova. Rops těmito grafickými listy porušil dobová tabu, zrušil hranici mezi dobrem a zlem, hříchem a morálkou. Ďábel přebírá místo Krista, Magdaléna se stává otrokyní smyslnosti. Projekt je postaven na práci s černou a bílou barvou. Frontispis cyklu Satanské otevírá list Satan, rozsévající koukol, jehož první verze vznikla v roce 1867, v roce, kdy zemřel Ropsem obdivovaný básník Baudelaire. Je tedy možná malířova reakce na smrt básníka a spojení s jho sbírkou Květy zla. List Únos ukazuje Satana, unášejícího bezvládné tělo ženy, zavěšené na jeho zádech. S kořistnickými úmysly s ní letí na čarodějnický sabat za účelem pohlavního aktu. Na tento list navazuje další Ropsova vize, list Modla ( Ĺidole). Zobrazuje vášnivou, sexem posedlou ženu v chrámovém sloupořadí, objímající modlu. Ta je ztvárněna jako antická socha na kamenném pilíři, na jehož falus žena usedla. List Oběť zobrazuje ženu jako oběť. Leží na oltáři a podrobuje se satanovi s kozlí lebkou, prázdnými očními důlky a dlouhými zuby. Posledním listem je Kalvárie. Satan má podobu Krista, shlíží na ženu, kterou zároveň škrtí jejími vlasy. Žena umírá, a její smrt jako důsledek morálního úpadku a tělesného hříchu symbolizují plameny pohřebních svící. Ropsovým záměrem bylo dokončit tento cyklus do podoby knihy, ovšem k tomu nikdy nedošlo.
| Karmazínová záclona, 1882       | Popis | Nejkrásnější láska dona Juana, 1880 až 1890 | Popis                                                                                         | Štěstí v zločinu, 1879 | Popis                                                                                   |
| ------------------------------- | --- | ------------------------------------------- | --------------------------------------------------------------------------------------------- | ---------------------- | --------------------------------------------------------------------------------------- |
| Karmazínová záclona             | rozm:28,2 x 20,8 cm cm technika: gravírované foto na papíře umístění: Musée provincial Félicien Rops, Belgie, Namur | Nejkrásnější láska dona Juana               | rozm:10x7 cm technika:rytina umístění: Pinacoteca Municipal de São Paulo, São Paulo, Brazílie | Štěstí v zločinu       | rozm:??? technika:??? umístění: ???                                                     |
| Rub karet whistové partie, 1882 | Popis | Na hostině ateistů, 1879                    | Popis                                                                                         | Kalvárie, 1882         | Popis                                                                                   |
| Rub karet whistové partie       | rozm:27,5 x 20,8 cm technika:gravírované foto na papířeumístění: Musée provincial Félicien Rops, Belgie, Namur      | Na hostině ateistů                          | rozm:??? technika:??? umístění: ???                                                           | Kalvárie               | rozm:26×18 cm technika:aguatintaumístění: Musée provincial Félicien Rops, Belgie, Namur |

Ďábelské (Les Diaboliques) - ilustrace k reedici šesti novel, které v roce 1874 vydal francouzský prozaik Jules-Amédée Barbey d’Aurevilly. Ropsovým záměrem bylo v souladu s obsahem novel vzbudit v čtenáři odpor a děs. Jako frontispis ke knize Ďábelské vytvořil Rops list Sfinga.
List Karmazínová záclona je diagonálně rozdělen linií záclony, která odděluje dva akty, mrtvý a živý. Na listu Nejkrásnější láska dona Juana zobrazil Rops nahou dívku jako metamorfózou Evy. Na krku má škapulíř, její výraz napovídá, že před ďáblem ji ochránit nedokázal. Námětem další novely je štěstí založené na neštěstí jiného. K této novele vytvořil Rops list Štěstí v zločinu. V grafickém pojetí tohoto listu použil motiv hadů, kteří vyrůstají z Medúziny hlavy a pevně ovíjejí těla objímajících se milenců. Rub karet whistové partie je kresbou k novele, která vypráví o smrti a tajemství. Postava ženy stojí na exhumované dětské mrtvolce, její ústa jsou zakryta uzamčenou obručí, jako zdůraznění snahy utajit zločin. List Na hostině ateistů dokazuje malíř svou schopnost zobrazit emoce obnažení, utrpení, smrti. Navozuje atmosféru satanistického rituálu, který přitahoval zejména šlechtické a klerikální publikum hlavně pro jeho sadistický, sexuální a orgiastický prvek. Pomsta ženy je povídka o ženě, která se stala prostitutkou, aby pomstila smrt svého milence, kterého její manžel nechal zabít. Majestátní postava vévodkyně s nelítostným pohledem, rakev pokrytá černým sametem, šlechtické erby na stěnách. To vše evokuje budoucí tělesnou i duševní degeneraci vévodkyně a její smrt. Součástí cyklu jsou i dva další listy: Žena a bláznovství vládnou světu (La Femme et la Folie dominant le monde) a Krádež a prostituce vládnou světu I. II. (Le vol et la folie dominant le monde). Tematicky a kompozičně jsou oba list spojeny motivem stojící svůdné ženy, za jejímiž zády je vidět smějící se ďábel.

## Galerie dalších děl F. Ropse

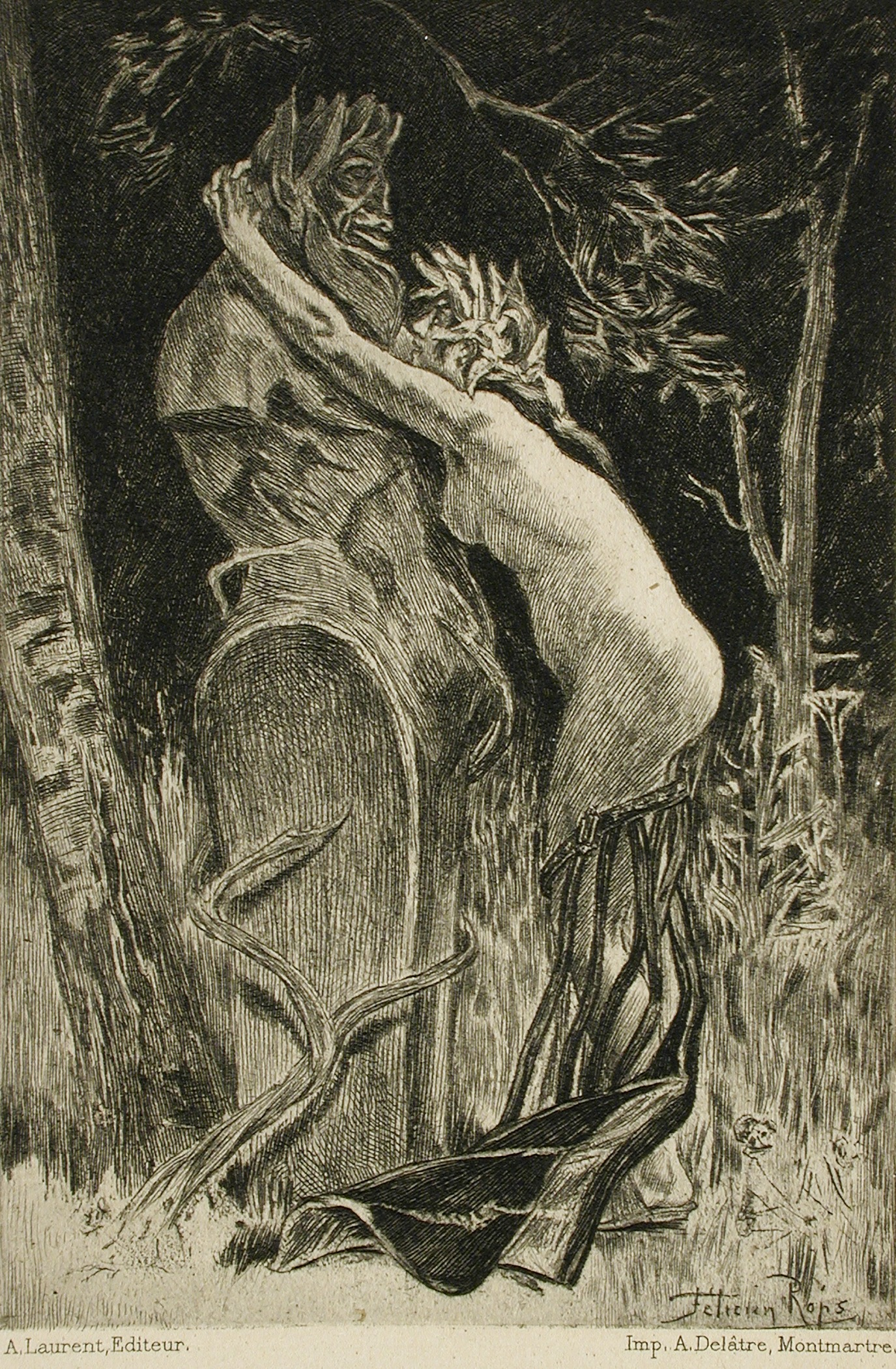
Starý faun rozm: 13,49x,9,05 cm technika: lept umístění: Los Angeles County Museum of Art, USA
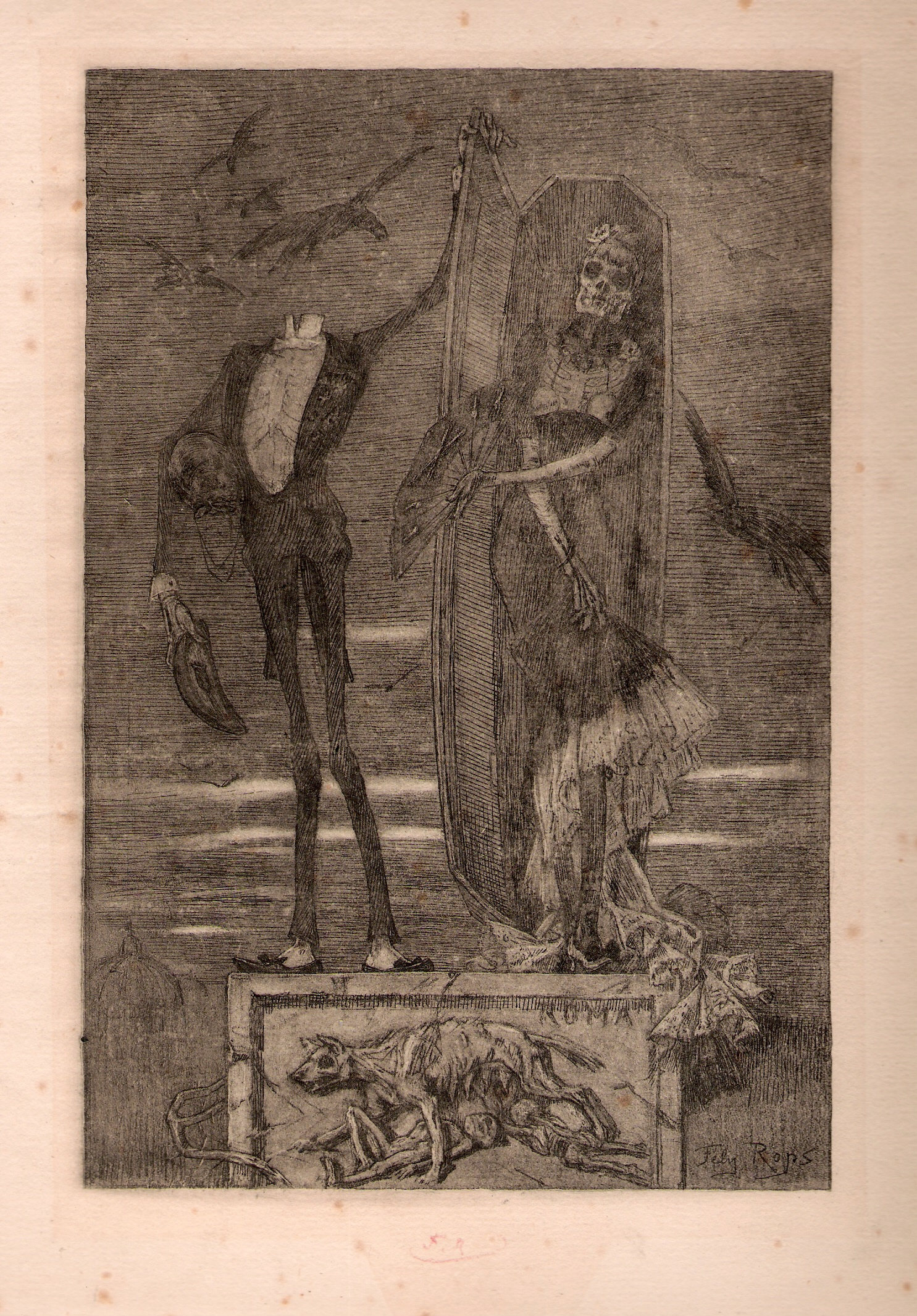
Svrchovaná neřest rozm: 23x15,3 cm technika: akvarel umístění: soukr. sb. Brusel
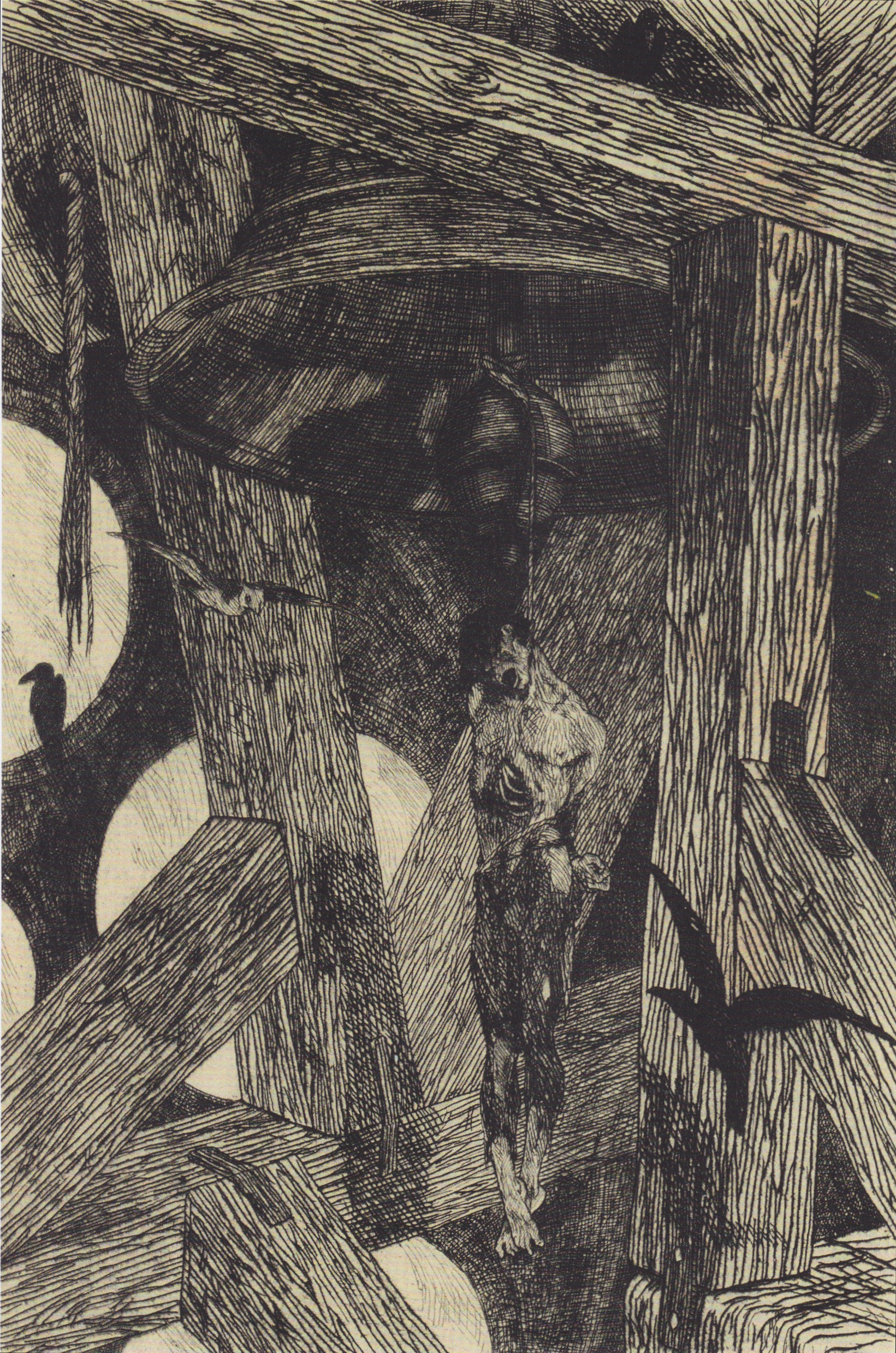
Oběšenec na zvonu rozm: 33,5x23,4 cm technika: gravírované foto umístění: Musée provincial Félicien Rops,Namur, Belgie
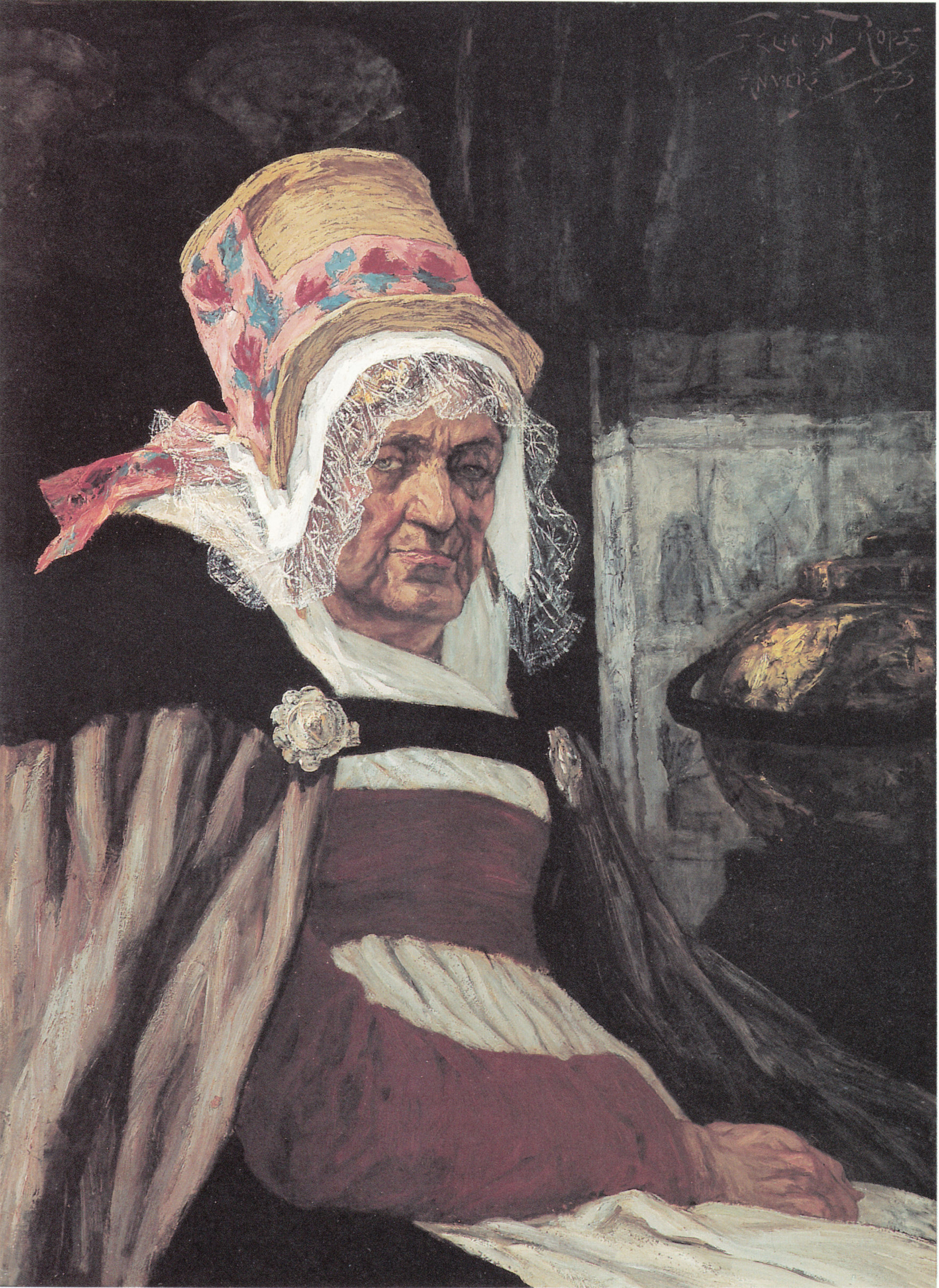
Hlava stařeny z Antverp rozm: 66,5x49 cm technika: olej na dřevě umístění: Musée provincial Félicien Rops, Namur, Belgie
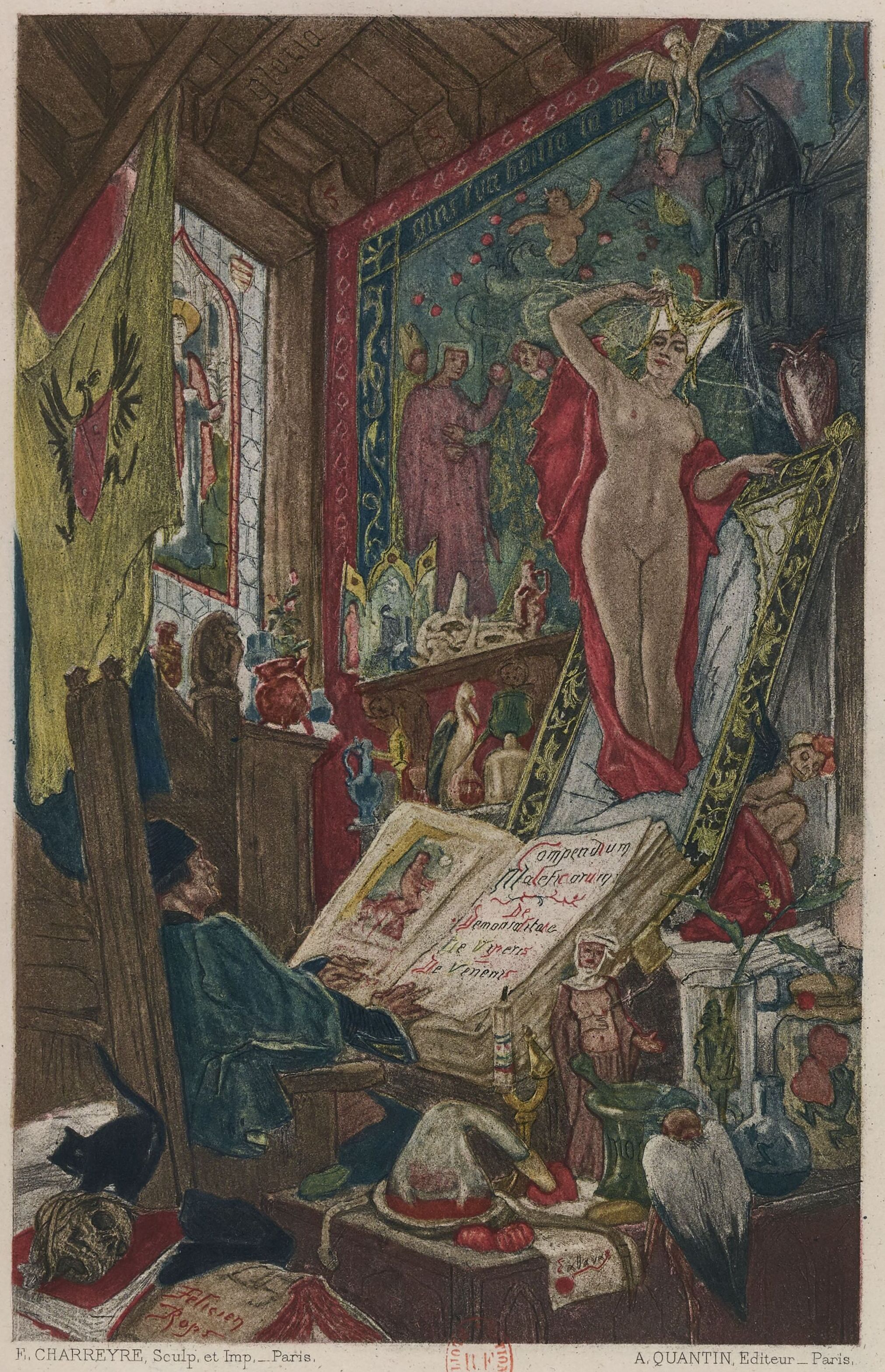
Evokace
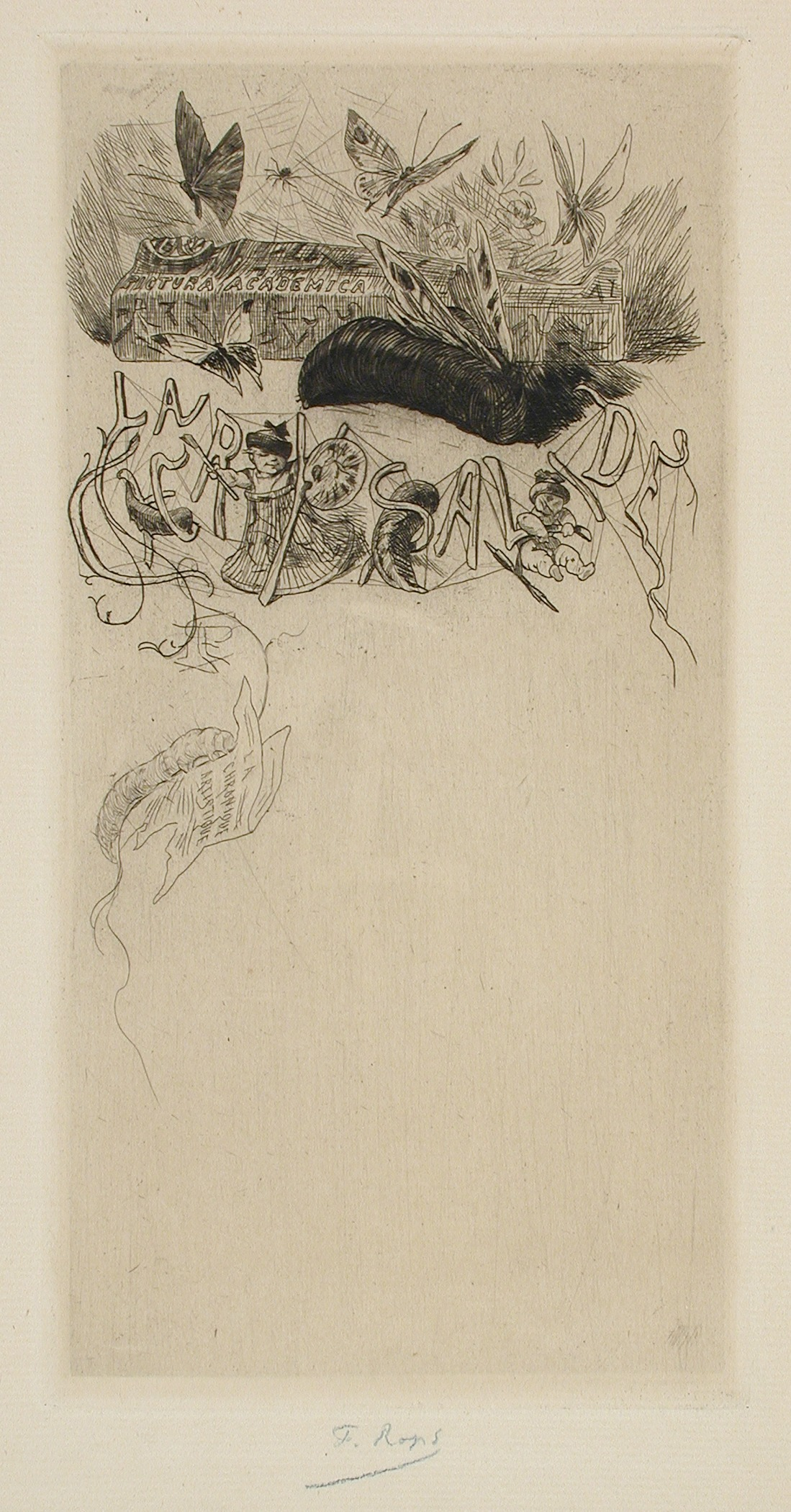
Chrysalid rozm: 24,29x12,76 cm technika: lept umístění: Los Angeles County Museum of Art, USA
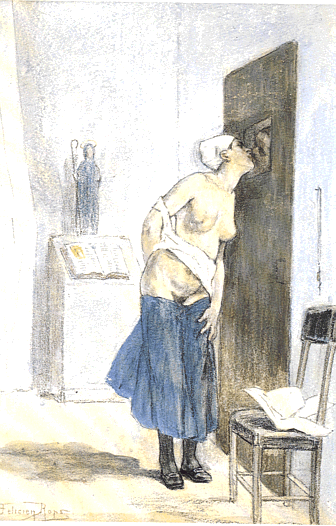
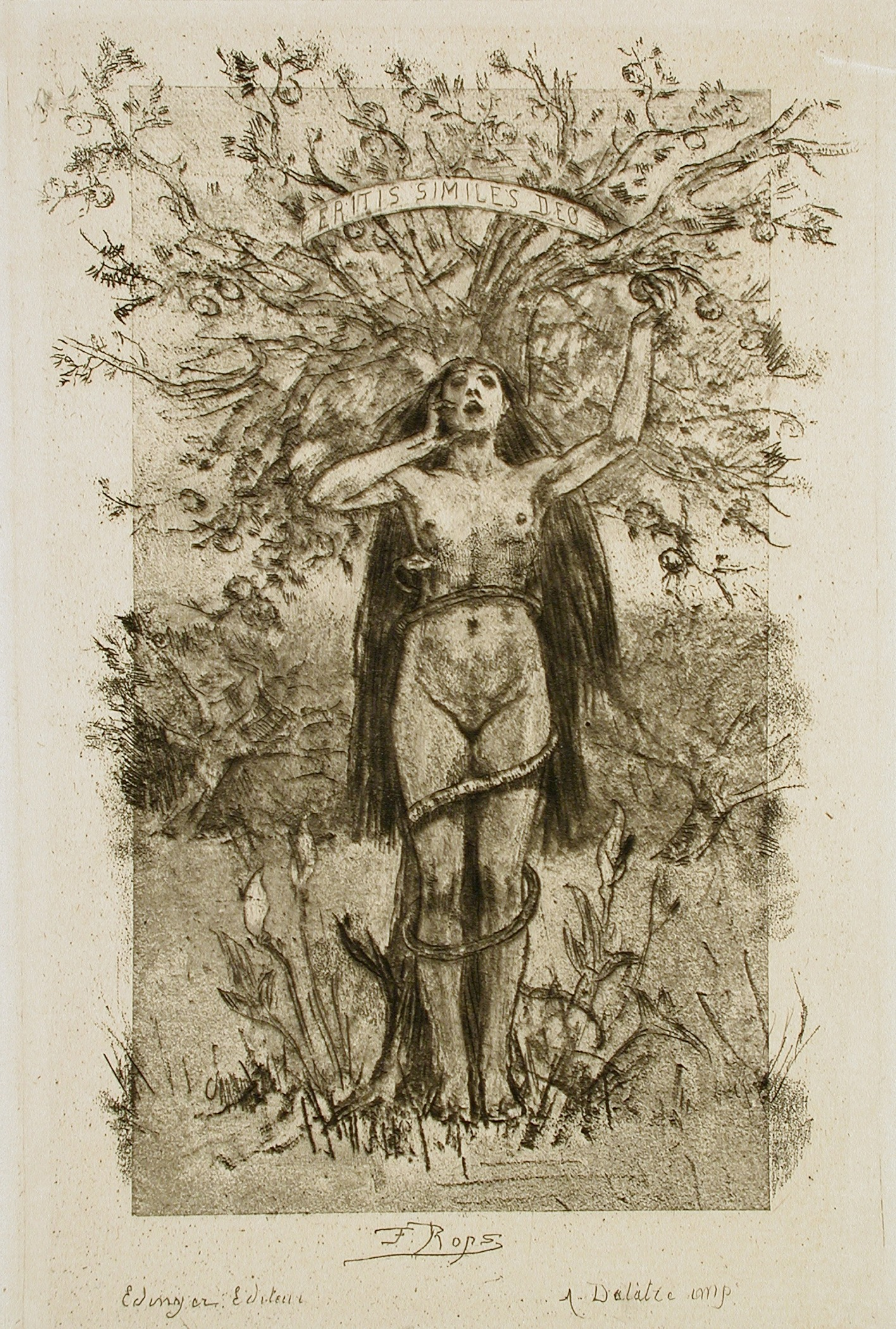
Ztracené srdce rozm: 16,67 x 10,8 cm technika: lept umístění: Los Angeles County Museum of Art, USA
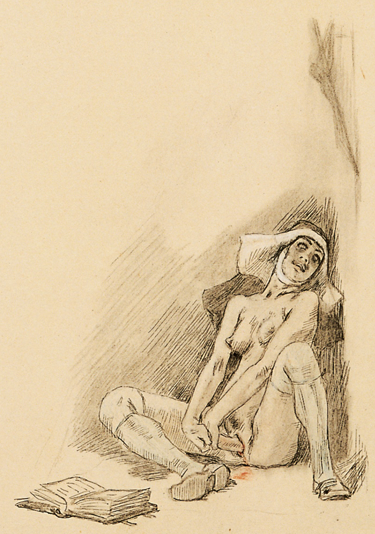
Svatá Tereza(1) rozm: 15x11 cm technika: tužka, inkoust, pero a barevná tužka umístění: Muzeum Féliciena Ropse, Namur, Belgie
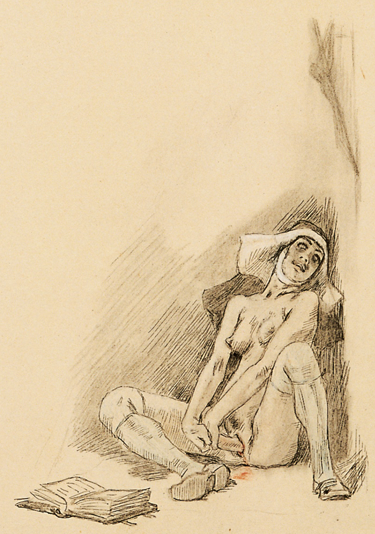
Svatá Tereza(2) rozm: 54,8 × 34,9 cm technika: tužka, inkoust, pero a barevná tužka umístění: Muzeum Féliciena Ropse, Namur, Belgie
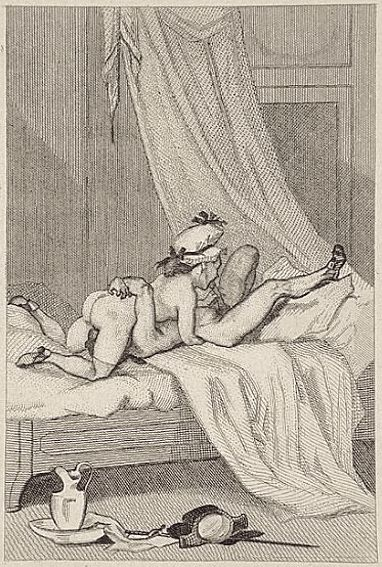
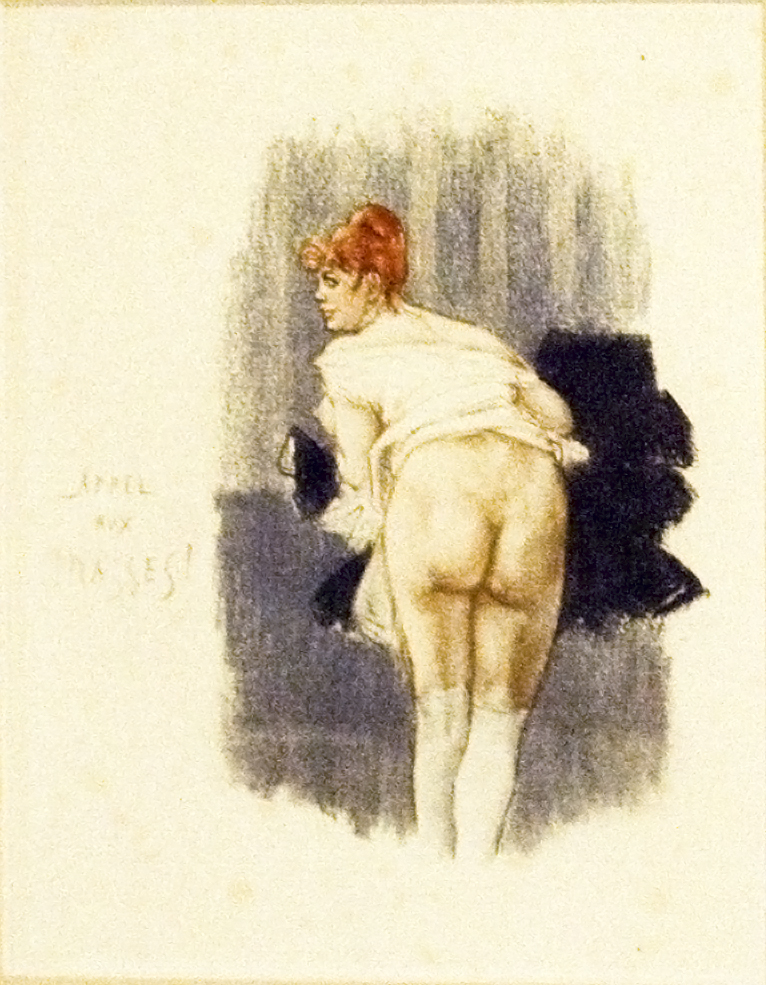
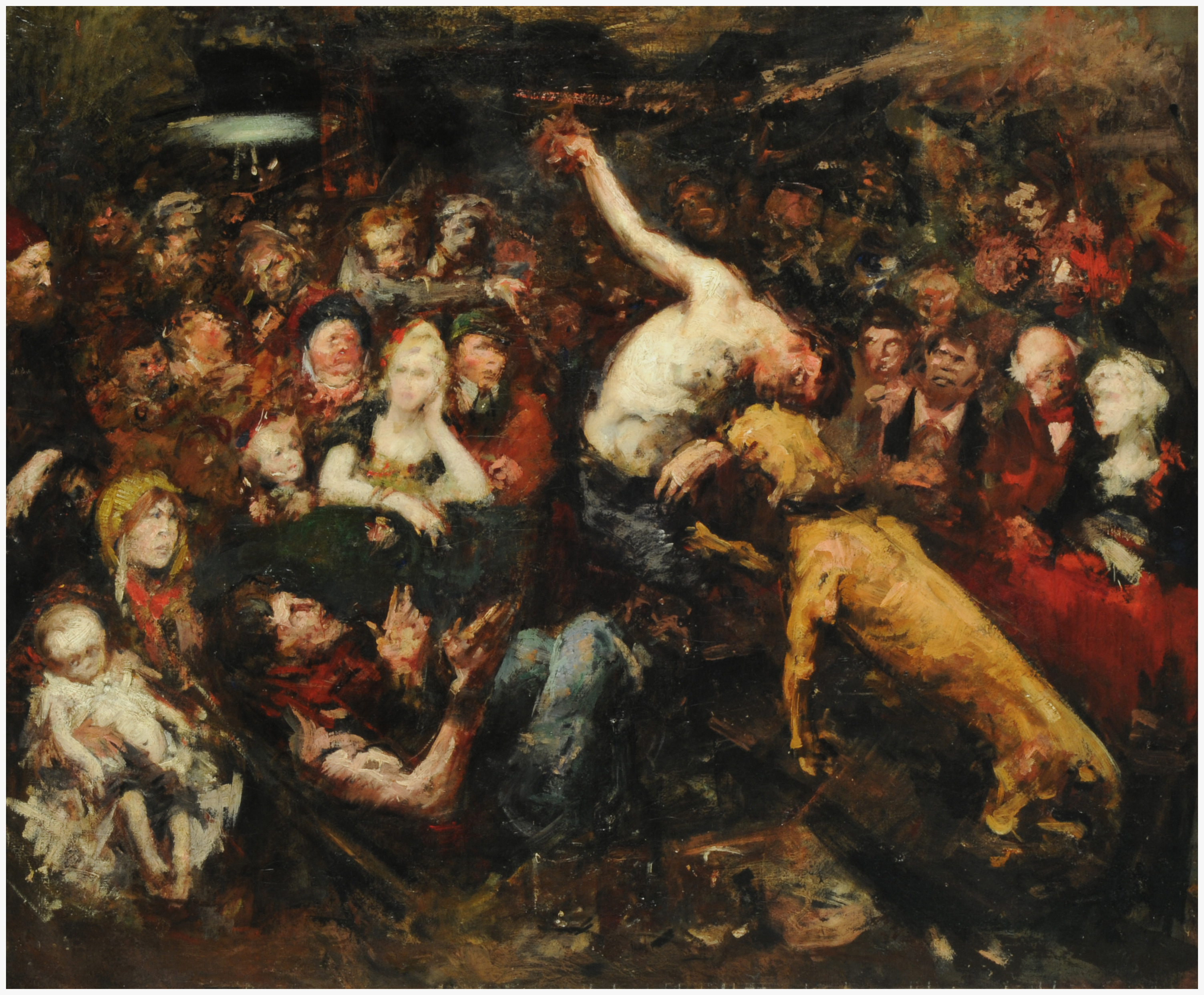
Souboj mezi mužem a Molossianem ve Valonské zemi rozm: 76,5x89,5 cm technika: olej na plátně umístění:  Museo Nacional de Bellas Artes (MNBA), Buenos Aires
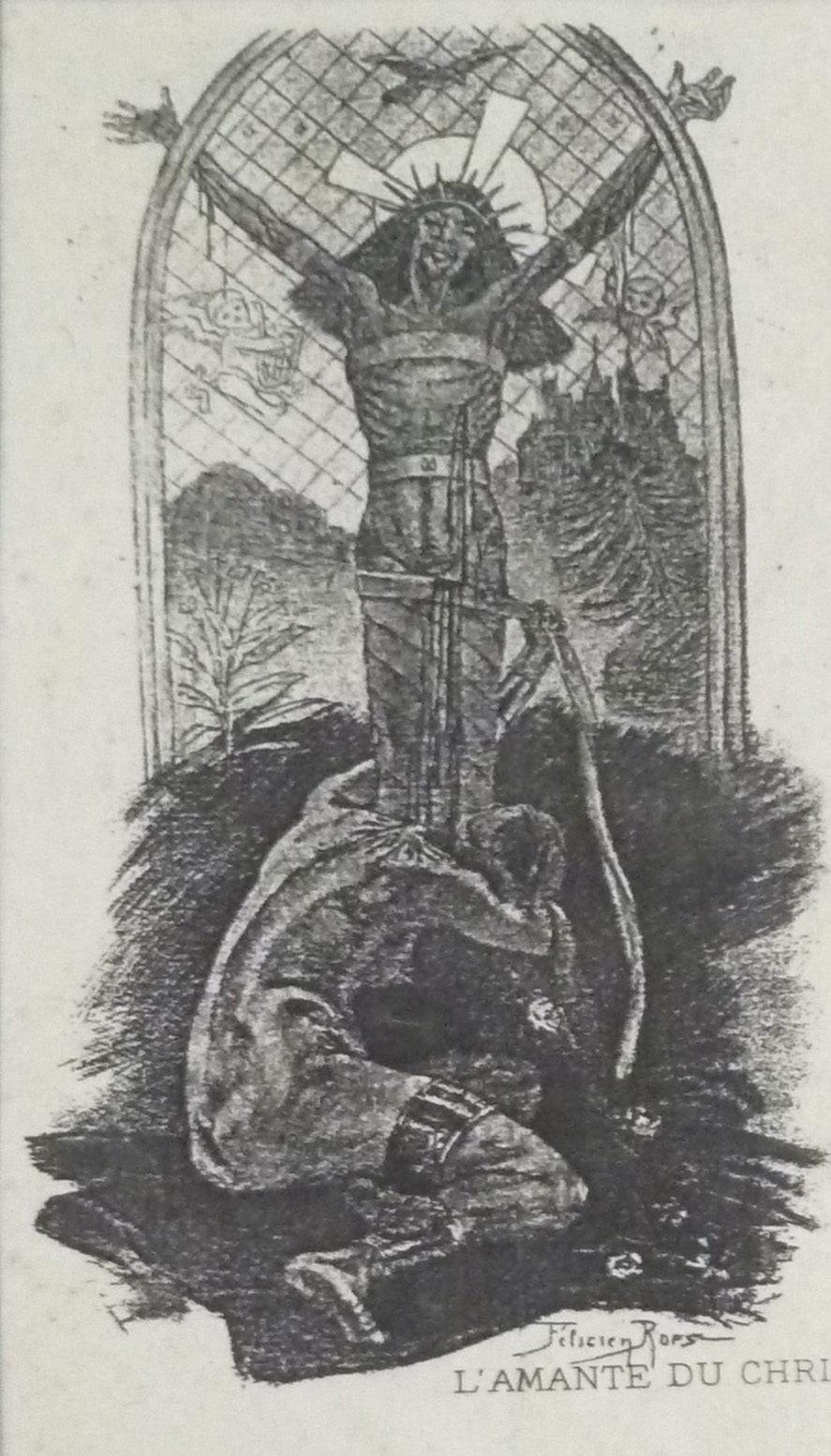
Milenka Kristova rozm: 21x11 cm umístění: soukr. sbírka
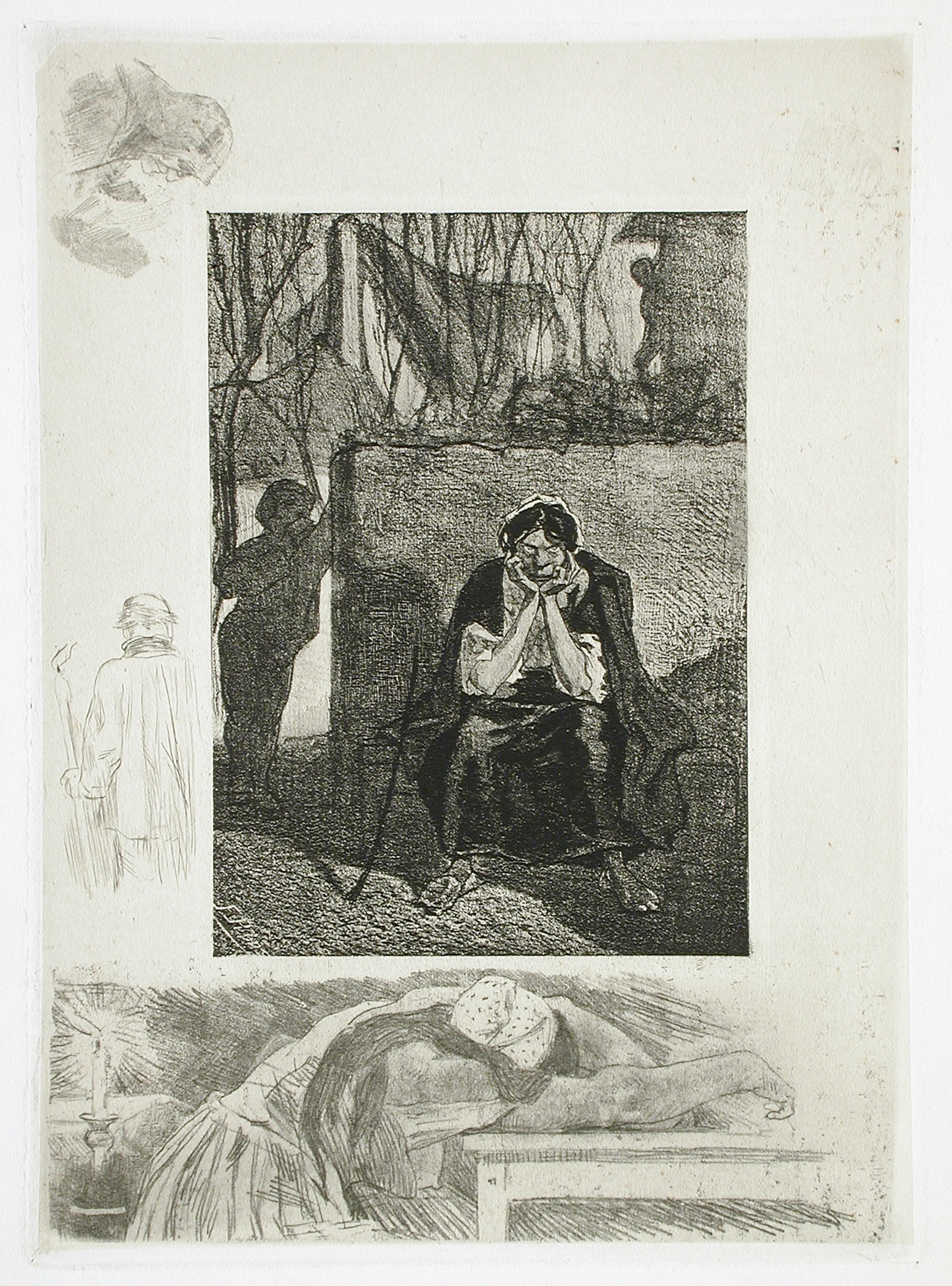
Hloupá Marie-Josefa rozm: 23,02x16,67 cm technika: lept umístění: Los Angeles County Museum of Art, USA
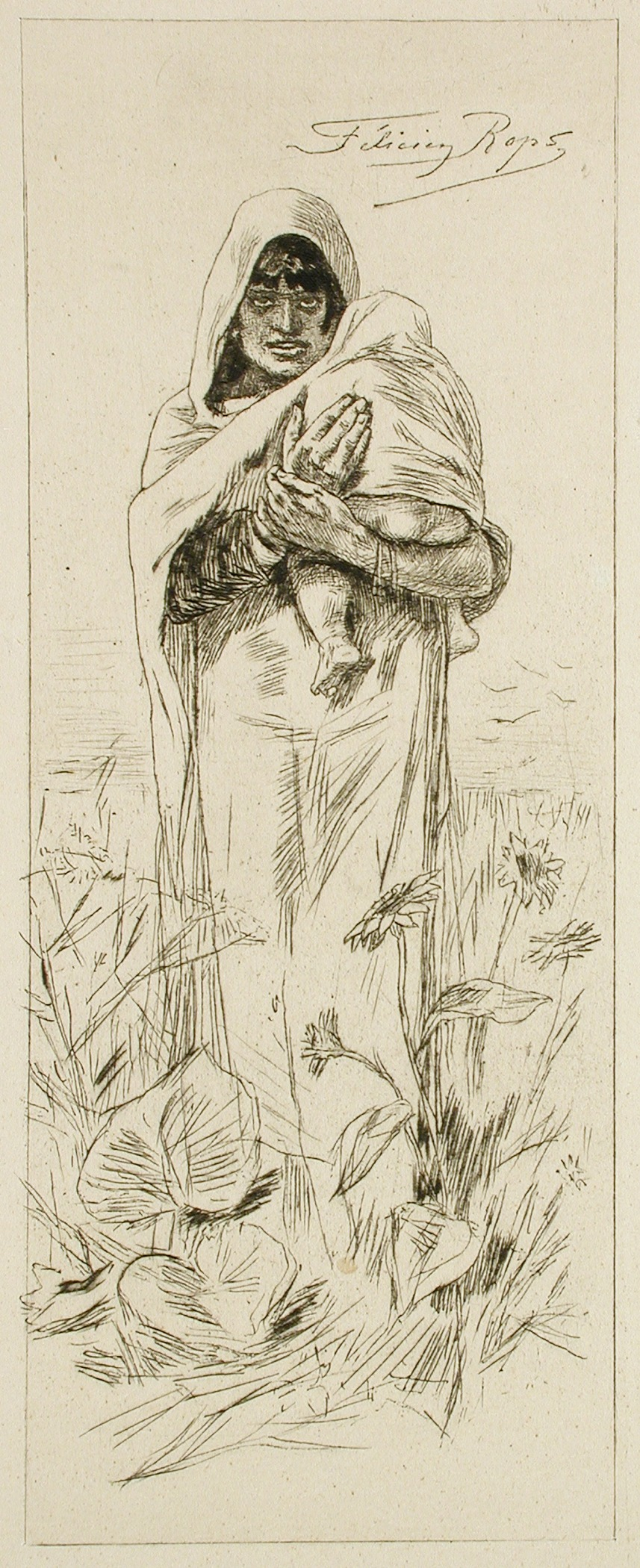
Dans la Pusta rozm: 25,24x11,59 cm technika: lept umístění: Los Angeles County Museum of Art, USA

Ve svých dílech Rops vytvořil novou sexuální mytologii. Jako příklad lze uvést kresbu Oboupohlavní radosti, či několik verzí rytin Transformismus. V těchto třech rytinách vytvořených v roce 1879 ukázal různé etapy lidské evoluce, srovnával hermafroditismus a dimorfismus, a na třetí rytině Transformismus č.3 zobrazil sexuální interakci ženy s jejím opičím předkem. Kresba Isis oslavuje sepětí ženské sexuality s přírodou - motivem je penis vyrůstající z těla ženy a ta je jím současně oplodňována. Některé jeho listy jsou věnovány lesbické lásce a sapfismu.

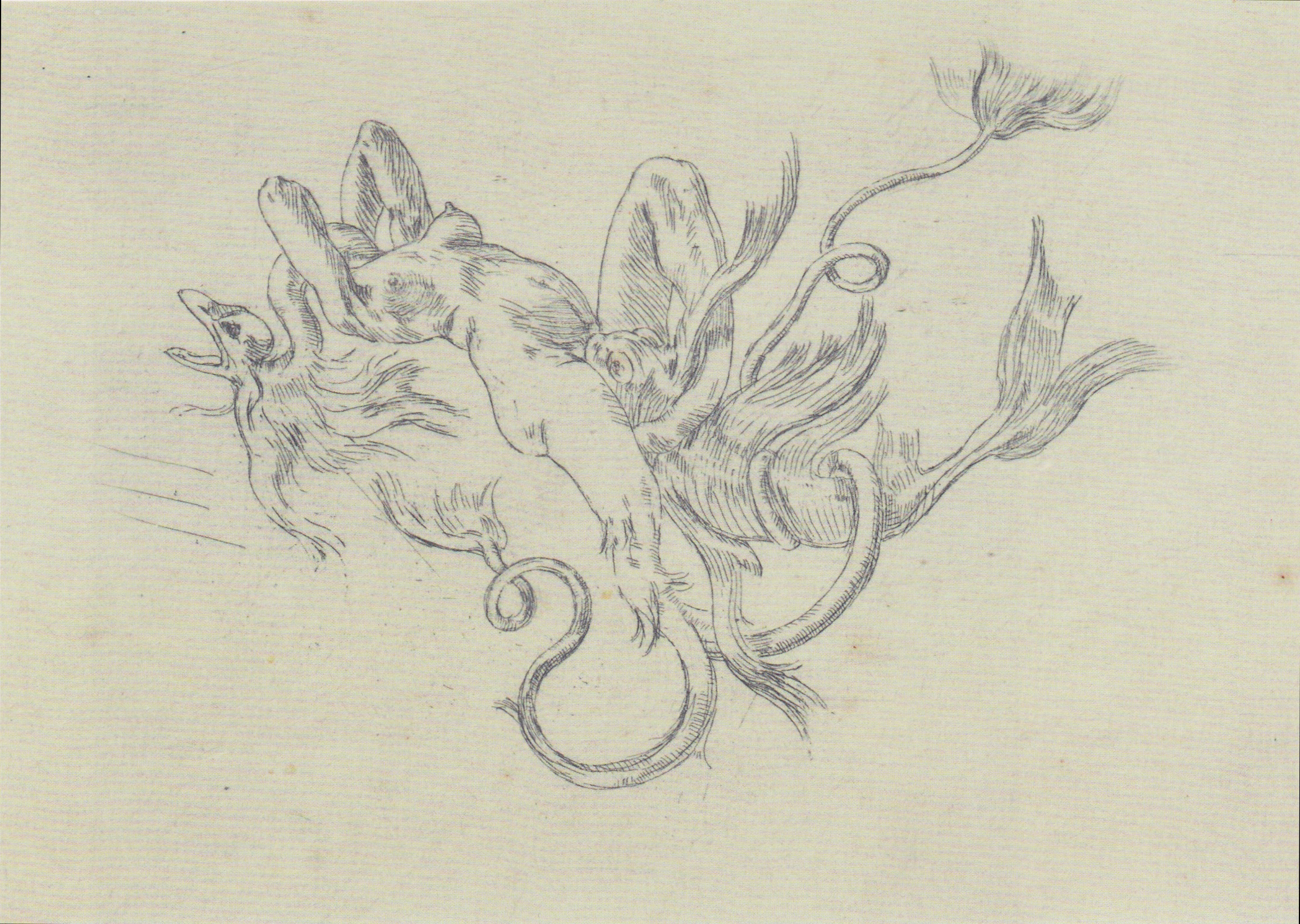
Transformimus č1